# Thierry Hupond
Thierry Hupond (Décines-Charpieu, Roine, 10 de novembre de 1984) és un ciclista francès, que fou professional del 2007 al 2017. En el seu palmarès el premi de la combativitat en la 10 etapa del Tour de França de 2009 i una etapa als Quatre dies de Dunkerque de 2014.

## Palmarès
- 2002
  -  Campió de França en contrarellotge júnior
- 2006
  - 1r a la Vall de Champsaur
  - Vencedor d'una etapa al Tour de Nova Caledònia
- 2007
  - 1r al Souvenir Vietto-Gianello - GP de Rocheville
  - 1r al Tour de Charolais
- 2014
  - Vencedor d'una etapa als Quatre dies de Dunkerque

### Resultats al Tour de França
- 2009. 90è de la classificació general

### Resultats a la Volta a Espanya
- 2012. 124è de la classificació general
- 2013. Abandona (20a etapa)
- 2012. 142è de la classificació general